# Michael Benedikt
Michael Benedikt és un urbanista i professor de l'University of Texas at Austin School of Architecture, on ocupa la càtedra Hal Box d'urbanisme. Dirigeix el Center for American Architecture and Design i el Programa de Postgrau en Estudis Interdisciplinaris, i és el president del Comitè d'Estudis de Postgrau en Arquitectura. Les seves àrees d'interès són el disseny arquitectònic avançat, la teoria arquitectònica i el disseny de postgraus.
Es va llicenciar en Arquitectura a la Universitat de Witwatersrand (Sud-àfrica) el 1971 i va obtenir el màster en Disseny Ambiental (MED) de la Universitat Yale el 1975. El 2003, va ser guardonat amb el premi Teacher of Year de la University of Texas at Austin School of Architecture, i el 2004 va ser distingit per l'Association of Collegiate Schools of Architecture (ACSA). Benedikt es va convertir en professor visitant a la University for the Creative Arts el setembre de 2016. Ha publicat més de 100 articles i ha impartit més de 85 conferències als Estats Units i a l'estranger sobre pràctica arquitectònica, teoria i investigació del disseny, informàtica, art i ètica.
Com a pioner d'internet, per a Benedikt, el ciberespai és un univers paral·lel que permetia crear mons virtuals amb les seves pròpies regles, intercanvis, somnis, mites i comunitats nòmades, que ajudava a «descontaminar els paisatges naturals i urbans, a redimir-los, i a salvar-los de les cadenes de la indústria».

## Obra publicada
- 1987: For An Architecture of Reality (Lumen)
- 1991: Deconstructing the Kimbell (Lumen)
- 1991: Cyberspace: First Steps (ed., MIT Press)
- 1997: Value
- 1998: Value 2
- 2001: Shelter: The 2000 Raoul Wallenberg Lecture (U. Michigan)
- 2007: God Is the Good We Do (Bottino Books)
- 2008: God, Creativity and Evolution: The Argument From Design(ers) (Centerline Books)
- 2020: Architecture Beyond Experience